# Раймон Лефевр
Раймо́н Лефе́вр (фр. Raymond Lefèvre; 20 листопада 1929, Кале — 27 червня 2008, Сен-Пор)— французький композитор, аранжувальник та диригент. Писав легку інструментальну музику, автор саундтреків для фільмів, виступав акомпаніатором на записах ряду співаків Франції.

## Біографія
Раймон Лефевр народився 20 листопада 1929 року в місті Кале. З ранніх років навчався грі на флейті. Випускник Паризької консерваторії.
Кар'єру музиканта почав ще в студентські роки, граючи на фортепіано в нічних клубах Парижа. На початку 50-х років виступав в оркестрі Франка Пурселя.
В 1956 році уклав контракт з французьким лейблом Barclay, почавши тим самим сольну кар'єру. Його колегами по «цеху» легкої інструментальної музики в різні роки були Поль Моріа, Франк Пурсель та Френсіс Лей.
Наприкінці 50-х — 60-х років Р. Лефевр зі своїм оркестром акомпанував різним співакам, перш за все Даліді. Паралельно з цим Лефевр регулярно запрошувався на французьке телебачення для участі в програмах «Musicorama» та «Palmare's des Chansons».
Особливу популярність Р. Лефевр здобув як автор саундтреків для кінофільмів. Перша кінострічка, де звучала його музика — «Fric-frac en Dentelle» Гійома Радо — вийшла на екрани в 1957 році. Але головним напрямком його творчості протягом багатьох років стало створення музичних тем до циклу комедій про пригоди французьких жандармів за участю Луї де Фюнеса у головній ролі. Зйомки проходили з 1964 по 1982 роки, і Раймон Лефевр встановив своєрідний рекорд за тривалістю роботи над одним кінопроєктом, створивши в загальній складності саундтреки до 6 фільмів. Крім цього, в 1980 році він знявся у фільмі «Simone Barbès ou la vertu», зігравши роль кінолюбителя.
В 1995 році Раймон Лефевр як флейтист брав участь у створенні альбому-реквієму «Квартет для Кобе» в пам'ять жертв великого землетрусу в японському місті. іншими учасниками проекту стали Поль Моріа (фортепіано), Франк Пурсель (скрипка) та Френсіс Лей (акордеон).
Раймон Лефевр помер 27 червня 2008 року в місті Сен-Пор.

## Фільмографія
- 1957 —/Fric-frac en dentelles
- 1958 — /Incognito
- 1963 — /Les vierges
- 1964 — «Жандарм із Сен-Тропе» /Le gendarme de Saint-Tropez
- 1964 — /Les gorilles
- 1965 — /Déclic et des claques
- 1965 — «Жандарм в Нью-Йорку» /Le gendarme à New York
- 1966 — «Пригоди в заміському будинку» /Monsieur le président-directeur general
- 1967 — «Великі канікули» /Les grandes vacances
- 1968 — «Жандарм одружується» /Le gendarme se marie
- 1969 — /La maison de campagne
- 1970 — «Жандарм на прогулянці» /Le gendarme en balade
- 1971 — «Джо» /Jo
- 1974 — /Le permis de conduire
- 1974 — /Les murs ont des Oreilles
- 1975 — /L'intrépide
- 1978 — «Жандарм та інопланетяни» /Le gendarme et les extra-terrestres
- 1981 — «Суп з капустою» /La soupe aux choux
- 1982 — «Жандарм та жандарметки» /Le gendarme et les gendarmettes
- 1983 — «Бал» /Le Bal